# 第四書簡
『第四書簡』（だいよんしょかん、希: Ἐπιστολή δ'、羅: Epistula IV、英: Epistle IV, Fourth Epistle, Fourth Letter）は、プラトンの『書簡集』中の書簡の1つ。

## 概要
紀元前355年、プラトンが72歳頃、紀元前357年にシュラクサイを占拠・掌握した後のディオンに対して、功名心に傾かず、民心掌握に努めるよう戒める内容となっている。

## 訳書
- 『プラトン全集 14　エピノミス(法律後篇)・書簡集』 水野有庸、長坂公一訳、岩波書店